# Rischiose abitudini
Rischiose abitudini (The Grifters) è un film del 1990 diretto da Stephen Frears.
Il soggetto del film, prodotto da Martin Scorsese, è tratto dall'omonimo romanzo di Jim Thompson e riguarda l'incrociarsi, drammatico, delle vite di tre "truffatori" (grifters).

## Trama
Lilly Dillon è una bella donna che, per conto del potente allibratore Bobo Justus, fa scommesse di copertura utili ad abbassare le quote più elevate che costituiscono un potenziale rischio. Nel compiere il suo lavoro non manca di "grattare" sempre qualcosa al suo capo e tenerlo per sé. Suo figlio Roy è anche lui un truffatore che vive di piccoli colpi. A seguito di uno di questi, non andato a segno, riceve una bastonata all'addome che gli provoca un'emorragia interna che lentamente lo fiacca. Quando Lilly, solitamente operante sulla costa est, deve recarsi all'ippodromo di La Jolla, in California, e dopo ben otto anni si ferma a Los Angeles per visitare Roy, lo trova in condizioni gravissime. Chiamato un dottore della malavita, la donna riesce a salvare la vita del figlio in extremis.
All'ospedale, Lilly conosce Myra, attraente e disinibita compagna del figlio, cui non nasconde il proprio disprezzo. Lilly esorta Roy a riprendere a "rigare dritto" cominciando con il lasciare quella ragazza. Intanto, l'imprevisto del figlio le ha fatto mancare proprio una corsa nella quale il vincitore era quotato 70-1. Questa sfortunata circostanza la mette nei guai con Bobo, che, dopo minacce più pesanti, si limita per il momento a punirla spegnendole un sigaro su una mano.
Uscito dall'ospedale, Roy porta Myra a La Jolla per il fine settimana. In treno il ragazzo mette in atto qualche imbroglio dei suoi e lei si accorge così del suo vero lavoro. Così anche lei svela di essere una "bidonista", per altro alla ricerca di un partner per una truffa grossa ed elaborata.
Myra descrive allora la sua lunga collaborazione con Cole, un altro professionista del campo, e il modo in cui hanno truffato dei ricchi investitori. I loro bidoni erano ambientati in lussuosi edifici affittati all'occorrenza: dopo aver convinto i cosiddetti "merli" a portare i soldi da investire in operazioni di borsa illegali, le truffe terminavano con una falsa retata dell'FBI con finta morte della ragazza. In questo modo i truffati non andavano mai a reclamare i soldi per paura di venire accusati di complicità.
Roy rifiuta la proposta non fidandosi fino in fondo. Myra vede un condizionamento della madre dietro questa decisione e se ne va. Poi per vendicarsi fa una soffiata a Bobo, svelandogli che Lilly ha nella sua Cadillac una grande somma di denaro, evidentemente frutto di ripetute sottrazioni effettuate nei suoi confronti. Lilly, avvertita da un amico, fugge, ma Myra la segue con l'intenzione di ucciderla.
Roy viene chiamato da un agente dell'FBI per identificare il corpo di sua madre, trovata nella stanza di un motel con la faccia completamente dilaniata da un colpo di arma da fuoco. Mentre identifica il corpo, osserva che però sulla mano destra manca la vistosa bruciatura che si era procurata pochi giorni prima. Tornato a casa, trova proprio Lilly che sta cercando di rubargli tutto il denaro messo da parte con anni di lavoretti. Al figlio rivela di aver sparato a Myra mentre questa stava cercando di ucciderla nel motel, e di aver poi sistemato il cadavere in modo che sembrasse il suo. Ma ora deve comunque fuggire da Bobo che non tarderà a scoprire la verità e quindi riprenderà a cercarla.
Roy si rifiuta di lasciarla andare via con il suo denaro. Nel tentativo di scappare, lei lo colpisce con una valigia e accidentalmente gli rompe un bicchiere sul collo che gli recide l'arteria carotide, facendolo cadere a terra moribondo. Lilly, disperata, piange ma non si ferma. Silenziosamente prende il denaro insanguinato e se ne va per la sua strada.

## Produzione
Il film nacque inizialmente come un progetto di Martin Scorsese, finché questi per via di circostanze avverse ne cedette la regia a Stephen Frears, ritagliandosi così il solo ruolo di produttore. Frears era reduce dalle riprese de Le relazioni pericolose e, quando Scorsese lo avvicinò per parlargli del film, era ormai da quasi un anno che si muoveva alla ricerca d'un copione che destasse il suo interesse; avuto poi modo di leggere il romanzo, il regista inglese alla fine accettò poiché rimasto parecchio affascinato dalla poetica e dallo stile narrativo di Thompson, tanto da dichiarare che era «come se la narrativa pulp incontrasse la tragedia greca».
Per la stesura del copione si pensò quasi subito al celebre giallista Donald E. Westlake, il cui nome era stato suggerito a Scorsese dal regista tedesco Volker Schlöndorff, ma non appena ebbe letto il romanzo questi se ne tirò fuori, adducendone a motivo la storia «troppo tetra». Fu alla fine Frears che riuscì a farlo ritornare sui suoi passi, convincendolo che la trama poteva considerarsi in fondo positiva se letta concentrandosi sulla figura di Lilly e la sua indefessa voglia di vivere. Il regista avrebbe voluto che la sceneggiatura venisse accreditata a Richard Stark, lo pseudonimo con cui Westlake aveva firmato le sue opere noir maggiori, ma questi insistette per usare il suo vero nome, asserendo con la sua consueta ironia che Richard Stark non fosse uno sceneggiatore iscritto alla Writers Guild of America.

### Cast
Quando la produzione iniziò a selezionare il cast, John Cusack fu tra i primi a farsi avanti e si impegnò moltissimo affinché venisse scritturato; l'attore, che aveva letto il romanzo di Thompson per la prima volta nel 1985, si era infatti talmente appassionato al libro dall'aver persino tentato di realizzarne personalmente un suo adattamento. Cusack definì il suo personaggio «un ruolo meravigliosamente contorto in cui immergersi» e per prepararvisi al meglio si mise a studiare con dei veri truffatori i disparati raggiri e trucchetti con cui il suo personaggio si guadagna da vivere, esercitandosi nell'eseguirli inoltre con un barista di sua conoscenza.
Per il ruolo di Lilly la prima scelta del regista era stata Cher, ma dopo il successo riscosso da Stregata dalla luna di Norman Jewison (per la cui interpretazione aveva pure vinto il Premio Oscar alla miglior attrice), il suo onorario era diventato ormai troppo oneroso per quadrare nel bilancio complessivo del film, motivo per cui si vagliarono altri nomi. Tra le varie attrici, anche Sissy Spacek venne considerata per il ruolo, finché la scelta definitiva non ricadde su Anjelica Huston. L'attrice venne avvicinata da Frears durante le riprese di Crimini e misfatti di Woody Allen e, benché si fosse mostrata disponibile a parteciparvi, una volta che ne ebbe letta integralmente la sceneggiatura cominciò a manifestare una certa insicurezza.
Per quanto fosse rimasta «folgorata» dalla storia e dal personaggio di Lilly, la scena in cui il suo capo Bobo Justus la pesta con un asciugamani ricolmo d'arance fino a farla defecare addosso (scena poi rimossa dal montaggio definitivo del film) l'aveva infatti profondamente scossa ed allarmata per via della sua forte esplicitezza. Presasi dunque del tempo per rifletterci debitamente, fu infine spinta ad accettare dalla propria agente, Sue Mengers, che arrivò a dirle senza giri di parole «Anjelica, se Stephen Frears ti dice che vuole che gli cachi in un angolo, allora è quello che devi fare».
Tutto il periodo delle riprese si dimostrò decisamente impegnativo per l'attrice, che giunta a girare la scena finale con Cusack si sentiva prosciugata d'ogni sua linfa vitale, tanto d'abbandonare praticamente a gambe levate il set una volta finito, asserendo d'aver impiegato poi delle ore per riuscire a riprendersi. La scena della tortura di Lilly la mise poi talmente alla prova emotivamente che, dopo averla girata, trascorse un'intera nottata a vomitare.
Per quanto riguardava la parte di Myra, soprattutto per la notevole quantità di nudi integrali frontali, Annette Bening non se ne disse toccata più di tanto, ritenendola in fondo più una parte comica che drammatica ed asserendo in merito che «Credo d'averle fatte per via del contesto in cui erano. Per me avevano senso. Erano appropriate al ruolo, non erano sfruttamento».

## Riconoscimenti
- 1991 – Premio Oscar
  - Candidatura al miglior regista a Stephen Frears
  - Candidatura alla miglior attrice a Anjelica Huston
  - Candidatura alla miglior attrice non protagonista a Annette Bening
  - Candidatura alla migliore sceneggiatura non originale a Donald E. Westlake

- 1991 – Independent Spirit Awards
  - Miglior film
  - Miglior attrice protagonista a Anjelica Huston

Le attrici sono state nominate anche per alcuni importanti premi internazionali, tra cui il BAFTA (Bening) e il Golden Globe (Huston): entrambi sono stati conferiti dalla National Society of Film Critics. La sceneggiatura di Westlake è stata nominata ai Writers Guild of America ma non vinse.